# Sicz Karpacka

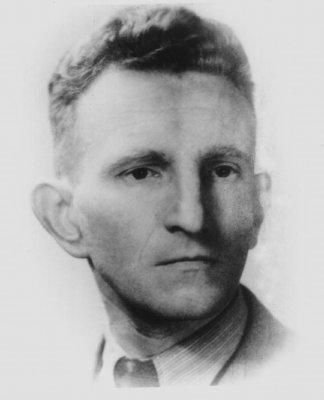
Roman Szuchewycz

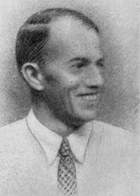
Mychajło Kołodzinski

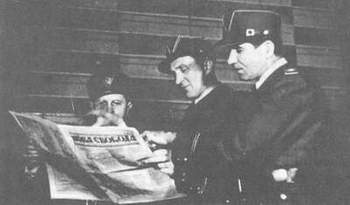
Oficerowie Siczy Karpackiej. Od lewej: Iwan Rohacz, Iwan Roman i Fedir Tacyniec

Sicz Karpacka (ukr. Карпатська Січ, oficjalnie Organizacja Obrony Narodowej Sicz Karpacka, ukr. Організація Народної Оборони Карпатська Січ) – siły zbrojne autonomicznej Ukrainy Karpackiej (w ramach Republiki Czesko-Słowackiej) i Karpato-Ukrainy, istniejące od 9 listopada 1938 do końca kwietnia 1939.
Organizacja Obrony Narodowej „Sicz Karpacka” (ONOKS) została utworzona przez rząd ks. Augustyna Wołoszyna na bazie istniejącej wcześniej paramilitarnej organizacji młodzieżowej Ukraińska Narodowa Obrona. Podobnie jak UNO, Sicz Karpacka pozostawała pod wpływem silnej wówczas na Zakarpaciu Organizacji Ukraińskich Nacjonalistów. Ze względu na słabość władz centralnych ówczesnej Czechosłowacji OUN traktowała Ruś Zakarpacką jako forpocztę niepodległej Ukrainy – ukraiński Piemont, a Sicz Karpacką – jako zalążek ukraińskich sił zbrojnych.
Sicz Karpacka liczyła w momencie utworzenia około 2 tys. żołnierzy, zaś pod koniec swego istnienia rozrosła się do 6 tys. żołnierzy. Oddziały Siczy były szkolone przez ukraińskich emigrantów – weteranów OUN z czasów wojny polsko-ukraińskiej. Nominalnym dowódcą Siczy został Rusin Dmytro Kłympusz, ale faktyczne dowództwo spoczywało w rękach Romana Szuchewycza (późniejszego dowódcy UPA). W skład sztabu Siczy, oprócz Szuchewycza, wchodzili: Iwan Rohacz, W. Romańczuk, Stepan Rosocha i J. Szpilko.
Przed atakiem węgierskim 14 marca 1939 dowództwo Siczy objął Mychajło Kołodzinski, który po kilku dniach walk został aresztowany przez Węgrów i wraz z adiutantem Zenonem Kossakiem rozstrzelany.
Struktura dowództwa Siczy była dualistycza. Legalnie i jawnie działała Komenda Główna pod dowództwem Kłympusza, mająca charakter polityczny. Jednak oprócz niej działał tajny Sztab Wojskowy Siczy Karpackiej, w którego skład wchodzili między innymi Mychajło Kołodzynśkyj, Zenon Kossak, Ołeh Olżycz, Roman Szuchewycz, Jewhen Stachiw, Hryhorij Barabasz, Iwan Butkowski, Osyp Karaczewski, Jurij Łopatynski.
Grupę 200 instruktorów, rekrutujących się spośród Niemców Sudeckich, przysłała na Ruś Abwehra. W krótkim czasie Sicz Karpacka stała się dobrze wyszkoloną formacją z kompetentnymi dowódcami i wysokim morale. Sztab Siczy mieścił się w Chuście, istniało pięć garnizonów. Dowództwa dziesięciu obszarów i organizacje lokalne prowadziły powszechne szkolenie wojskowe i polityczne. Siczowcy pełnili również funkcję policji i straży granicznej.
W obrębie Siczy funkcjonowała komórka wywiadowcza, w której działali Jewhen Wreciona, Roman Myrowycz i Jewhen Stachiw.

## Walki
Od początku swojego istnienia Sicz Karpacka uczestniczyła w niemal nieprzerwanym ciągu potyczek granicznych z wojskami węgierskimi. 13 marca 1939 około setki siczowców poległo w Chuście w walkach z wojskami wiernymi Czechosłowacji, które podjęły interwencję przeciwko władzom powstającej niepodległej Karpato-Ukrainy.
Jedyną kampanią, w której Sicz wzięła udział, była obrona przed inwazją węgierską, trwająca od 14 marca do 18 marca 1939. Mimo zajadłej obrony siczowcy zostali szybko rozbici przez przeważające liczebnie wojska węgierskie. Odosobnione grupy siczowców toczyły walki partyzanckie z regularnym wojskiem węgierskim do końca kwietnia 1939. Ostatecznie większość siczowców uciekła do Niemiec, Polski, Rumunii lub nawet na sowiecką Ukrainę.